# Runcinia khandari
Runcinia khandari là một loài nhện trong họ Thomisidae.
Loài này thuộc chi Runcinia. Runcinia khandari được Pawan U. Gajbe miêu tả năm 2004.